# Động đất Constantinopolis 1509
Động đất Constantinopolis 1509 là một trận động đất diễn ra ở biển Marmara lúc 10 giờ tối giờ địa phương ngày 10 tháng 9 năm 1509. Trận động đất có cường độ ước tính là 7,2 ± 0,3 trên thang cường độ theo sóng bề mặt. Bốn mươi lăm ngày dư chấn sau trận động đất, cũng như một cơn sóng thần. Hơn một nghìn ngôi nhà và 109 nhà thờ Hồi giáo đã bị phá hủy, sóng thần làm phá vỡ các bức từng chắn của thành phố và làm thiệt mạng hơn 10.000 người. Khu vực thiệt hại đáng kể (cường độ ≥ 7) kéo dài từ Corlu ở phía tây Izmit ở phía đông. Galata và Büyükçekmece cũng bị thiệt hại nghiêm trọng. Tại Constantinopolis nhiều nhà sụp đổ, ống khói sập và các bức tường nứt. Bayezid mới được xây dựng Nhà thờ Hồi giáo II đã bị hư hỏng nặng, mái vòm chính đã bị phá hủy và một ngọn tháp sụp đổ. Nhà thờ Hồi giáo Fatih bị hỏng bốn cột lớn và mái vòm vỡ ra. Nhà thờ cũ Hagia Sophia hầu như không bị tổn hại mặc dù một ngọn tháp bị sụp đổ. Bên trong nhà thờ Hồi giáo, thạch cao được sử dụng để che đậy khảm Byzantine bên trong mái vòm đã đổ xuống, để lộ những hình ảnh Kitô giáo.